# Luigi Bazzani
Luigi Bazzani, noto anche con lo pseudonimo di Bazzanetto (Bologna, 8 novembre 1836 – Roma, 2 febbraio 1927), è stato un architetto, pittore, scenografo e acquarellista italiano.

## Biografia
Luigi Bazzani - conosciuto anche come il Bazzanetto, per distinguerlo dallo scenografo Alessandro Bazzani che era detto il Bazzanone - si trasferì da Bologna a Roma nel 1861, attratto dagli stimoli artistici offerti da questa città, dove fissò la sua residenza per il resto della vita. Si specializzò in vedute di antichi ruderi romani e in ricostruzioni di scene d'interno che illustravano la vita domestica degli antichi abitanti di Pompei. S'ispirava ai dipinti venuti alla luce nel corso degli scavi di Pompei ed utilizzava in abbondanza il colore rosso pompeiano. Nei suoi dipinti la vita scorreva serenamente, in presenza di graziose fanciulle e non si avvertiva mai l'incombere della tragica eruzione del Vesuvio.
A Roma organizzò scuole serali di disegno, di stile e di prospettiva insieme a Ludovico Zeit ed ebbe come allievo Luigi Savoldi.
I suoi oli e i suoi delicati acquarelli, che rivelavano uno studio diligente - anche se non privo di personali interpretazioni - nella ricostruzione storica della vita degli antichi pompeiani, furono considerati utili per gli archeologi, al fine recuperare il significato di architetture e di decorazioni, man mano che venivano alla luce.

### Altri suoi dipinti
- Arco di Settimio Severo, acquerello, 39x54 cm, 1892, Napoli, Galleria dell'Accademia (Napoli)[3]
- Tempio di Saturno, olio, 1894, Fine Arts Museums of San Francisco
- Interno romano, olio su pannello di legno, Auckland Art Gallery

## Galleria d'immagini

Dipinti di Luigi Bazzani
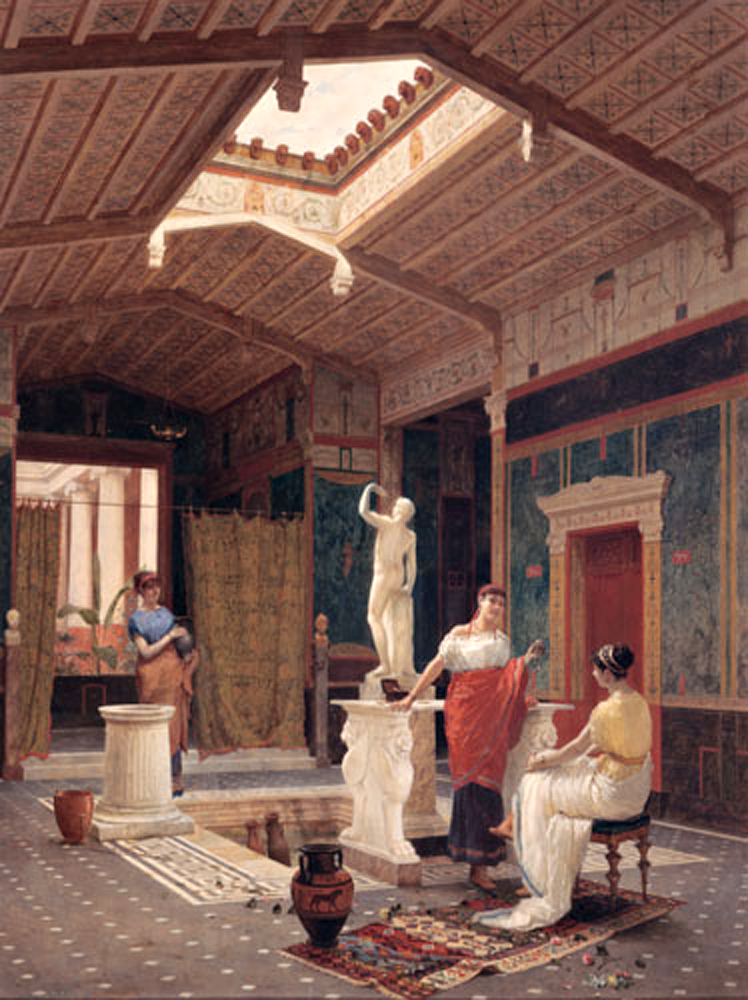
Interno pompeiano, olio su tavola, 1882, Dahesh Museum of Art (New York)
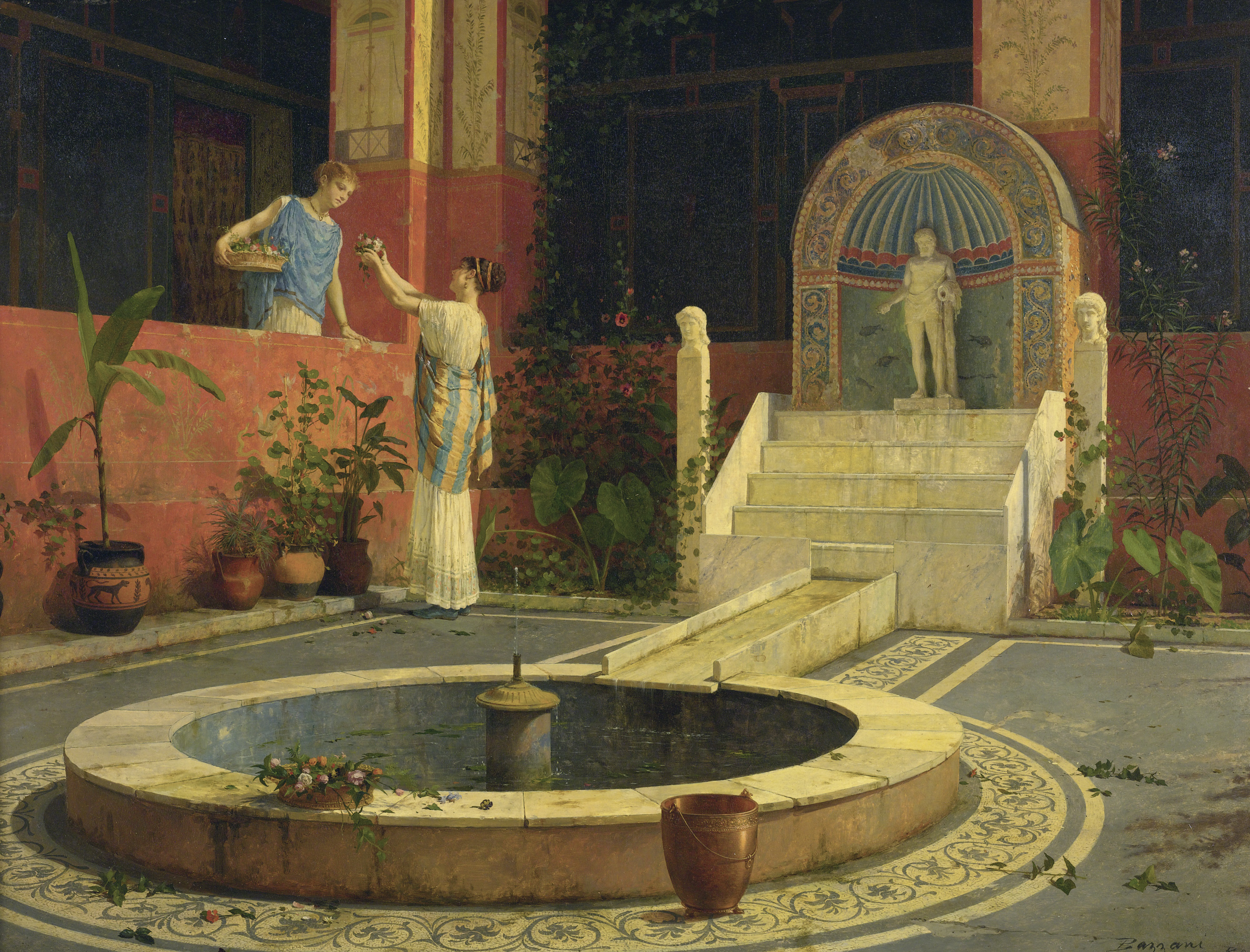
Offerta di fiori in un cortile, olio su tavola, 44,5x58,4 cm